# Fédération des vélorails de France
La Fédération des vélorails de France est une association française, fondée en 2004, regroupant les exploitants de vélorail, sport appelé aussi draisine de France, qui étaient une cinquantaine au début des années 2020.
Le siège de la Fédération française de vélorail est situé à la gare de Labaurie, dans le village d'Eyzerac (Dordogne).

## Historique

### Création
En 2004, alors que ce sport compte déjà plus de 250000 pratiquants, est apparue une fédération des exploitants de services et de circuits de vélorail,, appelée "Fédération des vélorails de France", présidée par Daniel Claret,, un retraité de la SNCF et des services techniques de la gendarmerie, qui revendique "la passion du rail" il est responsable du Vélorail du Périgord Vert
L'association est fondée le 18 février 2004, avec pour objet officiel de "contribuer à la sauvegarde des voies ferrées en promouvant leur exploitation" par le recours au vélorail et par le train touristique. 
Les réseaux adhérents à cette nouvelle fédération lui fixent comme mission d'agir en médiateur, en particulier auprès des élus locaux, des collectivités, des administrations, des constructeurs de vélorail, ou encore de l'Union des exploitants de chemins de fer touristiques et musées   (UNECTO).
Cette dernière se fixe comme objectif important "de développer et favoriser le tourisme et l’économie locale" dans toutes les régions où c'est possible. Elle aide les porteurs de projet en France . 

### Croissance
La France ne totalisait qu'une trentaine de réseaux de vélorails en 2006,, en incluant la dizaine en préparation, puis une petite cinquantaine lors de la décennie suivante, selon la Fédération des vélorails de France. 
Dix ans après la création de la fédération, une quarantaine de ces structures revendiquent des services offerts à 400.000 voyageurs des vélorails touristiques. Cependant, au milieu des années 2010, plusieurs réseaux de vélorails ont connu une baisse importante de leur activité, notamment dans le quart Nord-Est de la France, qui a été particulièrement touché.
Par la suite, ce nombre a progressé de manière continue: en 2021, il existait 56 réseaux de vélorail répartis sur le territoire français.
Réunis en congrès dans le Gard en 2021, les professionnels de cette activité ont mis l'accent sur la "la sécurité des usagers de vélorails".

### Activité des exploitants membres de la fédération
- le président de la fédération , Daniel Claret est le responsable du Velorail du Perigord Vert

### Création et gestion d'un vélorail
Le Setra a realiser avec le concours du STRMTG un guide sur la "valorisation des lignes secondaires ferroviares". Un groupe de travail avec RFF et des associations comme l'Union des exploitants de chemins de fer touristiques et de musées et la Fédérations des Vélorails de France a valider ce projet . Pour créer un vélorail ,il convient d'abord d' identifier le propriétaire de la ligne . Cela passe par une étude pour examiner la faisabilité du projet .

### Autre acteurs en Europe
- Allemagne :Il existe en Allemagne l équivalent de la fédération française de vélorail .Il s' agit de l''association allemande des draisines (Deutsche Draisinen Verband e. V.) qui regroupe depuis 1996 les acteurs du velorail .En 2023, 20 circuits de draisines sont affiliés à l'association.

#### Le vélorail et son environnement
- Draisine
- Vélorail
- Liste des chemins de fer touristiques de France
- Tourisme durable
- Chemin de fer
- Chemin de fer touristique
- Tourisme ferroviaire
- Service technique des remontées mécaniques et des transports guidés
- Certifer
- Lignes ferroviaires françaises désaffectées ou disparues
- Service d'études sur les transports, les routes et leurs aménagements

#### Principaux et plus anciens vélorails
- Vélorail du Cézallier
- Vélorail du Larzac
- Vélorail du Périgord Vert
- Vélorail du Sancerrois
- Ligne de Vias à Lodève
- Ligne de Nouvel-Avricourt à Bénestroff
- Ligne de Réding à Diemeringen
- Vélorail du Val du Haut-Morin
- Vélorail de Bussière-Galant à Châlus
- Vélorail de l'Armagnac
- Vélorail des Fades
- Vélorail du Bourbonnais